# Карл Май
Карл Май (на немски: Karl May) е германски писател и поет. Известен е като автор на десетки романи за индианци. Неговите най-известни герои са Винету и Поразяващата ръка (Олд Шетърхенд).
В България творчеството на големия писател става известно благодарение на отличните преводачи и почитатели на творчеството му Веселин Радков и Любомир Спасов.

## Биография
Роден в семейство на беден тъкач, Карл Май е 5-о дете. От общо 14 братя и сестри 9 умират рано. Самият той поради недохранване губи зрението си и лекарите успяват да го възстановят, когато малкият Карл е на 4-годишна възраст.
Учил за учител и преподавал няколко години, той е осъден и лежи в затвора на няколко пъти, общо 7,5 г., за кражби, породени от лошото му финансово състояние. Започва да пише още в затвора, но едва когато се премества да живее и започва работа в Дрезден като редактор, през 1875 г., публикува първия си роман „Олд Файерхенд“. Става действително известен с появата на „Винету“.

## Литературно творчество
Следват над 80 тома с романи, разкази и стихове, между които „Винету“, „Съкровището в Сребърното езеро“, „Капитан Кайман“, „Завещанието на инката“, „Кралят на петрола“, „Черният мустанг“, „Край Рио де ла Плата“, „Олд Шетърхенд“, „Горски призрак“, „През пустинята“, „Синът на ловеца на мечки“, „Призрака на Ляно Естакадо“, цикъла романи „Под сянката на падишаха“ (включващ „През дивия Кюрдистан“, „От Багдад до Истанбул“, „В дебрите на Балканите“, „През страната на скипетарите“, „Жълтоликият“), „Князът на бледоликите“, „Отчето-нож“ и др.
В повечето романи се среща и героят му, станал известен с бойното име Олд Шетърхенд (Поразяващата ръка). Често описва събитията от първо лице единствено число и така мнозина си мислят, че самият Карл Май е Олд Шетърхенд.
В Ориента главният герой в романите на Май е известен като Кара бен Немзи (Карл, син на Германия).
В романите му за Америка добрите герои обикновено са от немски произход, а лошите са янки. Отнася се със симпатии към негрите и с уважение и тъга към представителите на някои индиански племена (главно апачите), като в същото време други са изобразени в крайно отрицателна светлина (кайова, юта и пр.).
Най-популярният му индиански герой – Винету, е вожд на апачите, кръвен брат на Олд Шетърхенд.
Карл Май използва книгите си, за да споделя разбирането си за християнството като религия на доброто. Героят му винаги успява да надделее в споровете на религиозна тема, които води, както с мюсюлманите, така и с атеистите в Америка. В 3-тия том на „Винету“ самият индиански вожд приема християнството преди смъртта си. Впрочем, в издадените в България книги преди 10 ноември 1989 г. религиозната тема е слабо засегната поради идеологически съображения – да не се допусне пропаганда на религията.
Тъй като Карл Май не е посещавал Америка, още по-малко Дивия запад (едва през 1908 г. той посещава само някои източни щати), описаните живот, култура и обичаи на коренните жители на Америка донякъде се различават от действителните. На това се дължи създадената в Европа сред многобройните читатели на тези увлекателни книги не напълно вярна представа за американските индианци (вероятно поради тази причина Карл Май не е особено популярен в САЩ).

## Филми по неговите книги
- „Съкровището от Сребърното езеро“ (1962)
- „Винету I“ (1963)
- „Винету II“ (1964)
- „Винету III“ (1965)
- „Олд Шетърхенд“ (1965)
- „Винету и Шетърхенд в Долината на смъртта“ (1968)
- „Кара бен Немзи“ (1973 – 1975, 26 тв. епизода)
- „Моят приятел Винету“ (1980, 14 тв. епизода)

## Любопитно
- Всъщност Карл Май е описвал Америка и Ориента, без да ги е посещавал. Едва през 1899 – 1900 г. той пътува из Ориента, Китай, Цейлон (днешна Шри Ланка) и Суматра. В САЩ отива през 1908 г.
- След смъртта му къщата му в Радебойл, близо до Дрезден, е превърната в музей, посветен на индианците. Наред с редицата музейни експонати, посетителите могат да видят и прочутите оръжия на героите на Май – сребърната карабина на Винету и карабината „Хенри“ и „мечкоубиеца“ на Олд Шетърхенд.
- Романите на Карл Май всъщност не са популярни в САЩ. Книгите му са издавани предимно в Европа, като особено популярни са главно в Германия и Източна Европа.

## Влияние
Творчеството на Карл Май е любимо четиво за мнозина. Романите му са преведени на над 30 езика, издадени са в тираж над 200 милиона броя из цяла Европа.
Почитатели на творчеството му са Карл Либкнехт, Адолф Хитлер, Херман Хесе, Хелмут Кол. Алберт Айнщайн коментира: „Повечето приключенски книги, които съм чел, са ми доскучавали, но никога и книгите на Карл Май.“ Носителката на Нобелова награда за мир Берта фон Зутнер споделя: „Ако бях успяла да напиша поне една книга като неговите, щях да постигна значително повече!“